# April 1934
| Deze maand                                                                                                 |
| --- |
| - Rechtvaardige Rechters gestolen - Japan verklaart 'Monroe-doctrine' in Oost-Azië - Amnestiewet in Spanje |

De volgende gebeurtenissen speelden zich af in april 1934. Sommige gebeurtenissen kunnen één of meer dagen te laat zijn vermeld doordat ze op de datum staan aangegeven waarop ze bekend zijn geworden in plaats van de datum waarop ze werkelijk hebben plaatsgevonden.
- 1: Bij een beschieting van de auto van de Roemeense liberale partijleider Brătianu blijft deze ongedeerd.
- 1: Op het paasfeest wordt het Heilig Jaar in de Rooms-Katholieke Kerk afgesloten. Giovanni Bosco wordt heilig verklaard.
- 1: De Vossische Zeitung, met 230 jaar de oudste Duitse krant, wordt opgeheven.
- 4: De vulkaan Skeiðarárjökull in IJsland komt tot uitbarsting.
- 4: Turkije stemt toe in de uitlevering van de in de Verenigde Staten gezochte bankier Samuel Insull.
- 4: Verscheidene Oostenrijkse sociaaldemocraten en nationaalsocialisten verliezen hun staatsburgerschap.
- 5: In Oklahoma, Wisconsin en Minnesota zijn overstromingen van diverse rivieren, in het bijzonder de Wichita.
- 5: Cuba verlaat de facto de gouden standaard.
- 6: De Verenigde Staten zullen geen kredieten meer verstrekken aan landen die in gebreke blijven bij het betalen van schulden aan de VS.
- 7: Radu Constantinescu, de moordenaar van de Roemeense premier Ion Duca, wordt samen met twee van zijn medeplichtigen veroordeeld tot levenslang dwangarbeid. De andere verdachten, onder wie Corneliu Codreanu, leider van de IJzeren Garde, worden echter vrijgesproken.
- 7: De Congrespartij in Brits-Indië besluit de Swaraj-partij te laten herleven en aan de komende verkiezingen mee te laten doen.
- 7: Een door een aardverschuiving veroorzaakte tsunami in het Tafjord, Noorwegen, kost aan 40 mensen het leven.
- 10: In Spanje wordt de doodstraf heringevoerd.
- 10: Een groep valsemunters die op grote schaal Britse ponden en Poolse staatsleningen vervalste, is door Scotland Yard in Warschau opgerold.
- 11: Japan wenst bij de Volkenbond terug te keren, maar verbindt hieraan wel een uitgebreide lijst van eisen.
- 11: Een luik van het triptiek Het Lam Gods van Hubert en Jan van Eyck wordt gestolen uit de kathedraal van Gent. Zie De rechtvaardige rechters (paneel).
- 12: Vele officieren in Roemenië worden gearresteerd wegens een complot tegen regering en koninklijke familie. Als leider van het complot wordt kolonel Precup gezien.
- 13: Een staking in de Deense scheepvaart wordt door de rechter onwettig verklaard, maar breidt zich desondanks uit.
- 15: Spanje bezet het gebied van Ifni in Spaans-Marokko.
- 16: De laatste opvarenden van de Chelyuskin, die in de Noordelijke IJszee schipbreuk had geleden, zijn gered.
- 16: In Italië worden de ambtenarensalarissen, de huren en de prijzen van levensmiddelen verlaagd.
- 16: Winston Churchill beschuldigt Samuel Hoare en Lord Derby ervan druk te hebben uitgeoefend op de katoenindustrie om hun verklaring voor de commissie van de Indische grondwetsherziening aan te passen. Een onafhankelijke commissie zal de zaak onderzoeken.
- 17: De Duitse Evangelische Kerk neemt maatregelen om de interne vrede te herstellen:
  - Geen nieuwe maatregelen tegen geestelijken vanwege hun kerkpolitieke houding.
  - Reeds genomen maatregelen worden door de rijksbisschop getoetst.
- 17: De nieuwe haven van Roermond wordt geopend.
- 17: Jemen zendt Saoedi-Arabië een vredesvoorstel. De vredesonderhandelingen zullen in Mekka worden gehouden.
- 17: Geschriften die het nationaalsocialisme beschrijven worden in Duitsland onder censuur gesteld om de verspreiding van onjuistheden te bestrijden.
- 17: De Duitse scouting heeft zichzelf ontbonden.
- 18: De Heimwehren in Oostenrijk worden bij het Nationaal Front ingelijfd.
- 18: In de Verenigde Staten wordt een groep valsemunters van Britse ponden opgerold.
- 18: Een internationale commissie gaat naar Oostenrijk om de burgeroorlog te onderzoeken.
- 19: Cuba kondigt een moratorium van 2 jaar op buitenlandse leningen af.
- 20: Een rede van de Japanse minister van Buitenlandse Zaken wekt consternatie in China en elders. Hij kondigt de 'Japanse Monroe-doctrine' af, inhoudende dat Japan zich verzet tegen externe politieke en militaire bemoeienis in Oost-Azië, in het bijzonder in China.
- 20: Het eerste nummer van het damestijdschrift Libelle verschijnt.
- 21: De commissie-Marchant komt met zijn voorstellen voor hervorming van de Nederlandse spelling:
  - Ontdubbeling van de ee aan het einde van een lettergreep, behalve aan het einde van een woord en in de uitgangen -eelen en -eenen
  - Ontdubbeling van de oo aan het einde van een lettergreep, behalve voor ch
  - Het achtervoegsel -lijk wordt niet veranderd in -lik
  - De combinatie 'sch' wordt vervangen door 's', behalve als de ch daadwerkelijk wordt uitgesproken
  - De naamvals-n verdwijnt, behalve in versteende uitdrukkingen
  - Geen algemene regels voor tussen-n, tussen-s en bastaardwoorden
  - Geografische namen in Nederland worden niet gewijzigd
- 22: China en de Verenigde Staten reageren afwijzend op de 'Japanse Monroe-doctrine'.
- 23: In Spanje wordt een amnestiewet aangenomen, waarbij onder meer deelnemers aan de mislukte revolutie van 1932 en ministers van de dictatuur van Primo de Rivera amnestie krijgen.
- 23: De zeeliedenstaking in Denemarken komt ten einde.
- 24: De eerder gearresteerde samenzweerders in Roemenië worden allen tot 10 jaar dwangarbeid veroordeeld.
- 25: De Volkenbondscommissie voor de bestrijding van de vrouwenhandel bepleit een algemeen verbod op en sluiting van bordelen.
- 25: Japan geeft een nadere verklaring van de aangekondigde 'Monroe-doctrine': Japan zal zich verzetten tegen wapenexporten aan China, het zal echter het principe van de open deur niet verlaten en culturele en economische hulp aan China, voor zover niet politiek, vormen geen bezwaar.
- 27: De Spaanse regering-Lerroux treedt af na een conflict met president Niceto Alcala Zamora over de amnestiewet.
- 27: Het verbod op Pravda in Duitsland wordt opgeheven.
- 28: In de Verenigde Staten wordt censuur ingesteld op het melden van vlootmanoeuvres, in het bijzonder door het Panamakanaal.
- 29: Ricardo Samper vormt een nieuwe regering in Spanje.
- 29: De Italiaanse onderminister Fulvio Suvich reist naar Londen om over ontwapening te praten. De Britten noemen het Italiaanse plan 'praktisch onuitvoerbaar'.

En verder:
- Nederland zet 4 Duitse gedelegeerden aan het revolutionair-sociale jeugdcongres in Laren uit naar Duitsland. Dit leidt tot internationale protesten.
- Aan de monding van de Lena wordt een grote haven aangelegd.
- Veel Duitse edelen verliezen hun titel omdat zij gedeeltelijk Joods bloed hebben.

<< · januari · februari · maart · april · mei · juni · juli · augustus · september · oktober · november · december · >>